# كريستين دوبسون
كريستين دوبسون (بالإنجليزية: Christine Dobson)‏ هي لاعب هوكي الحقل أسترالية، ولدت في 24 نوفمبر 1966.

## وصلات خارجية
- كريستين دوبسون على موقع الاتحاد الدولي للهوكي (الإنجليزية)
- كريستين دوبسون على موقع اللجنة الأولمبية الدولية (الإنجليزية)
- كريستين دوبسون على موقع أوليمبيديا (الإنجليزية)
- كريستين دوبسون على موقع اللجنة الأولمبية الأسترالية (الإنجليزية)